# GAG (お笑いトリオ)
GAG（ジーエージー）は、日本のお笑いトリオ。吉本興業東京本社所属。2006年（平成18年）3月結成。旧名：GAG少年楽団（ジーエージーしょうねんがくだん）。2018年6月2日に現在のグループ名へと改名した。2024年（令和6年）3月末にメンバーのひろゆきが脱退したため、同年6月中旬までは一時的にコンビとして活動。同年6月22日より新メンバーとして安田ファニーが加わったことで再びトリオでの活動を再開した。

## メンバー

### 現メンバー
SJ（エスジェイ、1983年6月7日 - ） （42歳）
ボケ担当。
広島県福山市出身。身長177 cm、体重49 kg。血液型はAB型。
本名及び旧芸名：坂本 純一（さかもと じゅんいち）
趣味はスケートボード、アメコミ風の絵を描くこと、海外ドラマ鑑賞。
「水着姿の水原希子」など細身を活かした一芸を持つ。
2019年11月14日放送のテレビ東京系『勇者ああああ』で同年5月に結婚していたことを公表。
2022年6月24日、ルミネtheよしもとで行われた『GAG単独公演 鮨屋のあがりが僕には熱すぎる』合間のVTRにて本名と同一だった芸名を改名することを発表し、エンドロールを以て現在のものへ改名した。

福井 俊太郎（ふくい しゅんたろう、1980年8月18日 - ）（44歳）
ツッコミ・ネタ作り担当。
兵庫県高砂市出身、近畿大学経済学部卒業。身長174 cm、体重60 kg、血液型はO型。
大学卒業後、子供服メーカーの営業マンを経てNSCへ入学。NSC時代は最下位のCクラスだった。
2013年12月31日開催のイベントにてサプライズプロポーズをするも失敗したが、2016年1月12日に再びプロポーズを行い成功、晴れて入籍した。2023年11月9日、第1子が誕生。
2024年1月20日から体調不良により休養に入り、同年2月20日に復帰。

安田 ファニー（やすだ ふぁにー、1983年10月25日 - ）（41歳）
大阪府門真市出身。身長183 cm、体重65 kg。血液型はO型、靴のサイズ28 cm。
本名：安田 邦祐（やすだ くにひろ）
かつては石井ブレンドとのコンビ「コマンダンテ」として活動。2024年6月22日に行われた単独ライブ『ピザカッターでチヂミを3等分』より正式に加入した。その際、芸名を「ファニー」から現在のものに改名。同年7月7日より、コマンダンテ時代に加入していた大宮セブンに復帰。

### 旧メンバー
ひろゆき（1984年8月29日 - ）（40歳）
ボケ担当。
大阪市出身。市立真田山小学校、市立高津中学校、大阪府立清水谷高等学校卒業、神戸大学経済学部中退。身長180 cm、体重67 kg。血液型はAB型。
本名及び旧芸名：宮戸 洋行（みやと ひろゆき）
趣味はボウリング。
aikoの大ファンで本人とも親交がある。
『R-1ぐらんぷり』で準決勝まで進出した経験を持つ。
2019年6月5日に行われた、山里亮太（南海キャンディーズ）と蒼井優の記者会見で司会進行を務めた。
2022年11月22日に入籍。入籍日は「いい夫婦の日」と共に、夫婦揃って大ファンである「aikoの誕生日」ということからこの日を選んだ。
2021年10月7日、「ひろゆき」への改名を公表。
2024年2月20日から体調不良により休養に入り、復帰に至らぬまま同年3月末に脱退。脱退後は「ヒロユキMc-II（ヒロユキマークツー）」に改名の上、ピン芸人として活動する。

## 略歴
2006年3月結成で、坂本・福井・宮戸によるNSC大阪校27期出身の同期によって組まれた。baseよしもと→5upよしもとに出演。
2014年2月、5upよしもとを卒業。トリオではロケが厳しくコントを披露するチャンスにも恵まれないことから活動拠点を東京へ移すも、当初は仕事がほとんどなかったという。
2014年10月、埼玉・大宮ラクーンよしもと劇場を中心に活動する芸人7組によるチーム「大宮セブン」のメンバーに選ばれ、同劇場のライブに多数出演している他、大宮の地域イベント等にも参加している。
2018年5月19日に行われた単独ライブ「優しいダサ坊」のエンディングでトリオ名の変更を発表し、同年6月2日にトリオ名を「GAG少年楽団」から通称の「GAG」へと改名した。
2021年10月、宮戸がひろゆきに改名する。
2022年6月、坂本がSJに改名する。
2024年1月20日、福井が体調不良のため休養する。2月20日、福井が活動復帰し、ひろゆきが体調不良のため休養する。
2024年3月末を以てひろゆきが脱退。コンビとして活動することを発表。
2024年6月22日、安田ファニーが正式に加入する形でトリオとしての活動を再開。

## 芸風
主にコントで、ストーリー性の強い設定が特徴であるシチュエーション・コメディ。ネタ作りを担う福井曰く「男のダサさ」を根本のテーマに置いている。また頻度は少ないが漫才も演じることがあり、M-1グランプリにも出場経験がある。

## 出囃子
ザ・コーラル「Dreaming of You」

## 単独ライブ
2008年
- 7月30日 - 「スクランブル交差点」（baseよしもと/大阪）※初単独
- 11月29日 - 「日記」（baseよしもと/大阪）

2009年
- 3月22日  - 「通天閣」（baseよしもと/大阪）
- 4月30日  - 「人まかせ」（baseよしもと/大阪）ひろゆきのみ ※ゲスト・田崎佑一（藤崎マーケット）
- 7月25日  - 「人まかせ」（baseよしもと/大阪）ひろゆきのみ ※ゲスト・藤本聖（当時ソーセージ、現・カソク装置）
- 8月14日  - 「スクランブル交差点」（シアターブラッツ/東京） ※東京初単独
- 9月13日  - 「宮ちゃんLIVE」（baseよしもと/大阪）ひろゆきのみ ※ゲスト・瀬戸洋祐（スマイル）
- 10月31日 - 「21人の優しい日本人」（baseよしもと/大阪）
- 11月8日  - 「宮ちゃんLIVE」（baseよしもと/大阪）ひろゆきのみ ※ゲスト・鰻和弘（銀シャリ）

2010年
- 1月24日  - 「宮ちゃんLIVE」（baseよしもと/大阪）ひろゆきのみ ※ゲスト・福徳秀介（ジャルジャル）
- 1月30日  - 「通天閣」（新宿シアターモリエール/東京）
- 4月30日  - 「ここいいですね」（baseよしもと/大阪）
- 5月2日   - 「宮ちゃんLIVE」（baseよしもと/大阪）ひろゆきのみ ※ゲスト・ウーイェイよしたか（スマイル）
- 7月17日  - 「宮ちゃんLIVE」（baseよしもと/大阪）ひろゆきのみ ※ゲスト・山内健司（かまいたち）
- 8月8日   - 「ジエジエジエジエ」（新宿シアターモリエール/東京）
- 8月22日  - 「ズッコケ3人組」（baseよしもと/大阪）※同一内容2公演
- 9月12日  - 「宮ちゃんLIVE」（baseよしもと/大阪）ひろゆきのみ ※ゲスト・令和喜多みな実（当時プリマ旦那）
- 11月21日 - 「宮ちゃんLIVE」（baseよしもと/大阪）ひろゆきのみ ※ゲスト・浅越ゴエ（ザ・プラン9）

2011年
- 6月24日  - 「ビーグルフォート」（5upよしもと/大阪）
- 7月3日   - 「ビーグルフォート」 「ジエジエジエジエ」（新宿シアターモリエール/東京）
- 9月12日  - 「宮ちゃんLIVE」（baseよしもと/大阪）ひろゆきのみ　※ゲスト・中田敦彦（オリエンタルラジオ）
- 10月22日 - 「蹴っとばす」（5upよしもと/大阪）
  - 11月11日 -（よしもとプリンスシアター/東京）
  - 11月20日 -（SUNSHINE STUDIO/愛知）

- 11月25日 - 「宮ちゃんLIVE」（baseよしもと/大阪）ひろゆきのみ　※ゲスト・村上純（しずる）

2012年
- 3月24日  - 「オンステージ」（5upよしもと/大阪）
- 7月28日  - 「カモン」（5upよしもと/大阪）
- 12月16日 - 「PARTY」（5upよしもと/大阪）

2013年
- 4月4日   - 「サクラ ラララ」（5upよしもと/大阪）
- 8月3日   - 「あっちぃぃぃ!」（5upよしもと/大阪）
- 11月17日  - 「モミジエ祭」（5upよしもと/大阪）

2014年
- 1月22日 - 「GAG少年楽団単独ライブ『ジエ漫』」（5upよしもと/大阪）
- 6月29日 - 「TOKYO」（ヨシモト∞ホール/東京）
- 8月24日 - 「BOMBER」（大宮ラクーンよしもと劇場/埼玉）

2015年
- 2月14日   - 「ゴールデンナイト」（新宿シアターモリエール/東京）
- 5月17日   - 「チャレンジャー」 「ジエジエジエジエ in ブラッツ」（新宿・シアターブラッツ/東京）
- 8月2日   - 「熱」 「ジエジエジエジエ」（新宿文化センター小ホール/東京）
- 8月23日   - 「熱」 「ジエジエジエジエ」（道頓堀ZAZA HOUSE/大阪）

2016年
- 1月23日 - 「ストレート」 「ジエジエジエジエ」（新宿・シアターブラッツ/東京）
- 5月22日 - 「ストレート2」（ヨシモト∞ホール/東京）
- 8月3日 - 「GAG少年楽団 2016」（ルミネtheよしもと/東京）

2017年
- 4月23日 - 「SWEET BOYS」（神保町花月/東京）

2018年
- 5月19日 - 「優しいダサ坊」（ルミネtheよしもと/東京）

2021年
- 2月19日 - 「ダサ坊の群像」(ルミネtheよしもと/東京 無観客ライブ)
- 3月28日 - 「ダサ坊の群像 in京都」(祇園花月/京都 有観客)

2022年
- 6月24日 - 「鮨屋のあがりが僕には熱すぎる」（ルミネtheよしもと/東京 有観客 配信あり）

2024年
- 6月22日 - GAG CONTE LIVE「ピザカッターでチヂミを3等分」（赤坂RED THEATER/東京） - 安田ファニーの加入公演

## 出演

### テレビ
現在の出演
- それゆけ!大宮セブン（テレビ埼玉・BSよしもと、2022年3月22日 - ）
- ネタパレ（フジテレビ） - 不定期出演

過去の出演
- オールザッツ漫才（毎日放送）
- しゅんげー!ベスト10（朝日放送）
- 千鳥のぼっけぇTV!（GAORA）
- 爆笑オンエアバトル（NHK総合）戦績3勝3敗 最高469KB
- オンバト+（NHK総合）戦績10勝4敗 最高521KB
- 笑いの超新星（読売テレビ）ROUND2（5位）、ROUND3（3位）
- あらびき団（TBS）ひろゆきのみ
- 麒麟の部屋（毎日放送）
- 炎上base（関西テレビ）
- わくわく宝島開幕SP古今東西あのお笑いが見たい2008（読売テレビ）
- おじょママ!F（関西テレビ）
- マヨブラ流（読売テレビ）
- 京橋花月丼（読売テレビ）
- 吉本☆ぐいピコ!（KBS京都）
- ジャイケルマクソン（毎日放送）
- base×base×base〜あっちゅーまにワラb1周年大感謝祭〜（関西テレビ、2009年4月3日）
- 爆笑レッドシアター（フジテレビ、2009年6月17日）
- 銀シャリのbaseベイベー（GAORA）
- やりすぎコージー（テレビ東京、2009年6月22日）福井のみ
- 上方演芸ホール（NHK大阪、2009年9月27日）
- 爆笑ホワイトカーペット（フジテレビ、2009年10月3日）キャッチコピーは『お笑い3ピース』
- 大阪発疾走ステージ WEST WIND（NHK大阪、2009年10月25日）
- ジュニア千原と大輔宮川のすべらない話（フジテレビ、2009年9月29日）ひろゆきのみ
- 爆笑レッドカーペット（フジテレビ 2010年3月13日、2018年1月1日）キャッチコピーは『ナニワのお笑い3ピース』→『三位一体!お笑いオーケストラ』
- 豊島・ゴエのあさはやっ!?（毎日放送ラジオ）ひろゆきのみ
- 来る来るミラクル（中部日本放送）
- ゼッタイジャルっ!（関西テレビ、2010年7月2日）
- 真夜中パンチィ（毎日放送、2011年4月13日 - 5月25日）水曜レギュラー
- やかせて!ソーセージ（毎日放送、2011年6月1日 - ）水曜レギュラー
- ソガのプワジ（毎日放送、2011年10月4日 - 2012年9月25日）レギュラー
- もってる!? モテるくん（読売テレビ、2013年3月9日 - 2014年3月29日）
- 週末応援ナビ☆あほやねん!すきやねん!（NHK大阪、2013年4月 - 2014年3月）月1回レギュラー
- 333 トリオさん（2014年8月30日、9月6日）
- いろはに千鳥（テレビ埼玉、2014年11月18日）
- NHK俳句「俳句さく咲く!」（NHK Eテレ、2015年4月 - ）ひろゆきのみ
- センニュウ★感（テレビ東京、2016年1月10日）
- 冗談手帖（BSフジ、2017年5月3日）
- わらたまドッカ〜ン（NHK Eテレ 2017年12月18日、2020年11月23日）
- オールスター後夜祭（2018年10月7日、TBS）
- スマートフォンデュ（テレビ朝日、2018年12月20日）
- 千原ジュニアの座王（関西テレビ、2019年4月20日）
- ザ・タイムショック（テレビ朝日 2019年9月25日、2020年10月7日）ひろゆきのみ
- 爆笑問題のシンパイ賞!! → 爆笑問題&霜降り明星のシンパイ賞!!（テレビ朝日、2019年10月5日 - 2021年9月19日）福井のみ（ナレーション担当）
- 勇者ああああ（テレビ東京、2019年11月14日）
- アメトーーク!（テレビ朝日 2020年10月23日、2021年2月19日）
- 関ジャニ∞のジャニ勉（関西テレビ、2021年1月6日）
- 有吉の壁（日本テレビ 2017年12月28日(若手予選会)、2021年5月19日・8月18日、2022年10月19日）
- 相席食堂（朝日放送テレビ 2022年11月1日(福井のみ)、2023年1月17日(SJのみ)）

### テレビドラマ
- 飯を喰らひて華と告ぐ 第8話「海鮮パエリア」（TOKYO MX 2024年8月27日） - 島田 役（福井）[39]
- 法廷のドラゴン 第3話（2025年1月31日、テレビ東京） - 栄田陽人 役（福井）[40]

### ラジオ
- オンスト（YES-fm、2010年4月1日 - 2013年4月4日）月曜日
- ヨシモト＊chatterbox!（YES-fm、2013年4月9日 - 2014年4月1日）火曜日
- 山里亮太の不毛な議論（TBSラジオ、2018年12月20日）ひろゆきのみ
- SUBARU Wonderful Journey 〜土曜日のエウレカ〜（TOKYO FM、2020年10月3日 - 2023年9月30日）福井のみ
- サクラバシ919（ラジオ大阪・ミクチャ、2022年10月4日）福井のみ
- パンサー向井の＃ふらっと（2022年3月28日 - TBSラジオ）ひろゆきのみ　月曜リポーター

### ウェブテレビ
- QUIZOOM（2020年5月5日、6日、AbemaTV）- チャレンジャー、ひろゆきのみ[41]

## DVD
- 単独ライブ「スクランブル交差点」(2011年)
- 凸base（デコベース）〜baseよしもとネタ全集2011〜
- 凹base（ボコベース）〜baseよしもと野球大会2011〜
- 凹base（ボコベース）〜baseよしもと水泳大会2010〜
- 凸base（デコベース）〜baseよしもとネタ全集2010〜
- 凹base（ボコベース）〜baseよしもと裏面集2009〜
- 凸base（デコベース）〜baseよしもとネタ全集2009〜
- 沖縄国際映画祭　地域発信型映画「ホルモン女」SJのみ

## 賞レースなどでの戦績

### トリオ

#### キングオブコント
連続決勝進出記録4回はさらば青春の光と並んで2位タイである。三度以上の決勝進出経験がある芸人のうち、ザ・ギースとGAGだけが2本目のネタを披露できていない。
2009年から2022年まで14年連続で準決勝に進出しており、歴代トップ記録である。2023年は準々決勝で敗退となり、連続記録は途切れた。
| 年度   | 結果         | 会場                      | 日時              | 備考                            |  |
| ------ | ------------ | ------------------------- | ----------------- | ------------------------------- |  |
| 2008年 | 2回戦進出    | ヨシモト∞ホール大阪       | 2008年8月24日     |                                 |  |
| 2009年 | 準決勝進出   | 松下IMPホール             | 2009年8月28日     |                                 |  |
| 2010年 | 準決勝進出   | 赤坂BLITZ                 | 2010年8月29日     |                                 |  |
| 2011年 | 準決勝進出   | 赤坂BLITZ                 | 2011年8月25日     |                                 |  |
| 2012年 | 準決勝進出   | 赤坂BLITZ                 | 2012年8月30日     |                                 |  |
| 2013年 | 準決勝進出   | 赤坂BLITZ                 | 2013年8月29日     |                                 |  |
| 2014年 | 準決勝進出   | 赤坂BLITZ                 | 2014年9月10日     |                                 |  |
| 2015年 | 準決勝進出   | 赤坂BLITZ                 | 2015年8月27日     |                                 |  |
| 2016年 | 準決勝進出   | 赤坂BLITZ                 | 2016年9月9日      |                                 |  |
| 2017年 | 決勝10位     | TBSテレビ                 | 2017年10月1日     |                                 |  |
| 2018年 | 決勝8位      | TBSテレビ                 | 2018年9月22日     |                                 |  |
| 2019年 | 決勝4位      | TBSテレビ                 | 2019年9月21日     |                                 |  |
| 2020年 | 決勝8位      | TBSテレビ                 | 2020年9月26日     |                                 |  |
| 2021年 | 準決勝進出   | 日経ホール                | 2021年9月2日、3日 |                                 |  |
| 2022年 | 準決勝進出   | 新宿文化センター 大ホール | 2022年9月1日、2日 |                                 |  |
| 2023年 | 準々決勝進出 | 渋谷区文化総合センター    | 2023年8月15日     |                                 |  |
| 2024年 | 準々決勝進出 | 渋谷区文化総合センター    | 2024年8月15日     | シード権失効により1回戦から出場 |  |
| 2025年 | 準々決勝進出 | 渋谷区文化総合センター    | 2025年8月14日     |                                 |  |

| 年度   | 結果         | 会場                       | 日時           |
| ------ | ------------ | -------------------------- | -------------- |
| 2005年 | 1回戦敗退    | ABCホール                  | 2005年10月23日 |
| 2006年 | 3回戦進出    | ABCホール                  | 2006年11月18日 |
| 2007年 | 準決勝進出   | なんばグランド花月         | 2007年12月9日  |
| 2008年 | 3回戦進出    | 大阪厚生年金会館芸術ホール | 2008年11月30日 |
| 2009年 | 3回戦進出    | 京橋花月                   | 2009年11月28日 |
| 2010年 | 3回戦進出    | 京橋花月                   | 2010年11月21日 |
| 2015年 | 不参加       | 不参加                     | 不参加         |
| 2016年 | 3回戦進出    | ルミネtheよしもと          | 2016年10月27日 |
| 2017年 | 準々決勝進出 | 浅草公会堂                 | 2017年11月3日  |
| 2018年 | 1回戦欠席    | 新宿シアターモリエール     | 2018年9月27日  |
| 2019年 | 不参加       | 不参加                     | 不参加         |
| 2020年 | 準々決勝進出 | NEW PIER HALL              | 2020年11月17日 |
| 2021年 | 準々決勝進出 | ルミネtheよしもと          | 2021年11月17日 |

- 2013年 第34回ABCお笑いグランプリ - 第2位
- 2013年 第2回ytv漫才新人賞 - 第6位
- 2014年 第35回ABCお笑いグランプリ - 第4位
- 2014年 第3回ytv漫才新人賞 - 第5位
- 2015年 第36回ABCお笑いグランプリ - 優勝

### コンビ（SJ・福井）
- 2022年 M-1グランプリ - 3回戦進出（べじぽた名義）[51]
- 2023年 M-1グランプリ - 3回戦進出（べじぽた名義）[52]

### 個人
SJ
- 2008年 R-1ぐらんぷり - 2回戦進出
- 2009年 R-1ぐらんぷり - 2回戦進出

ひろゆき
- 2005年 R-1ぐらんぷり - 準決勝進出
- 2008年 R-1ぐらんぷり - 準決勝進出
- 2009年 R-1ぐらんぷり - 3回戦進出
- 2010年 R-1ぐらんぷり - 3回戦進出